# Liste der Kulturgüter in Hüntwangen
Die Liste der Kulturgüter in Hüntwangen enthält alle Objekte in der Gemeinde Hüntwangen im Kanton Zürich, die gemäss der Haager Konvention zum Schutz von Kulturgut bei bewaffneten Konflikten, dem Bundesgesetz vom 20. Juni 2014 über den Schutz der Kulturgüter bei bewaffneten Konflikten sowie der Verordnung vom 29. Oktober 2014 über den Schutz der Kulturgüter bei bewaffneten Konflikten unter Schutz stehen.
Es sind weder Objekte der Kategorie A, noch Objekte der Kategorie B im Gemeindegebiet ausgewiesen, Objekte der Kategorie C fehlen zurzeit (Stand: 1. Januar 2023). Unter übrige Baudenkmäler sind weitere geschützte Objekte zu finden, die im Verzeichnis der Objekte von überkommunaler Bedeutung der kantonalen Denkmalpflege zu finden und nicht bereits in der Liste der Kulturgüter enthalten sind.

## Übrige Baudenkmäler
| ID          | Foto |                 | Objekt                                  | Kat.   | Typ | Standort                                | Beschreibung |
| ----------- | ---- | --------------- | --------------------------------------- | ------ | --- | --------------------------------------- | ------------ |
| 06100001    | ja   | Datei hochladen | Bahnhof Hüntwangen-Wil, Aufnahmegebäude | B reg. | G   | Bahnhofstrasse 1 680809 / 270620        |              |
| 061BEI00001 | ja   | Datei hochladen | Bahnhof Hüntwangen-Wil, Güterschuppen   | B reg. | G   | Bahnhofstrasse 1 680804 / 270608        |              |
| 06100016    |      | Datei hochladen | Wirtschaft Zur Linde                    | C      | G   | Badener Landstrasse 679800 / 271779     |              |
| 06100037    |      | Datei hochladen | Kleinbauernhaus                         | C      | G   | Schmiedweg 3 679361 / 272148            |              |
| 06100060    |      | Datei hochladen | Bauernhaus                              | C      | G   | Danielstrasse 1 679322 / 272195         |              |
| 06100062    | ja   | Datei hochladen | Gemeindehaus, ehemaliges Schulhaus      | C      | G   | Dorfstrasse 41 679294 / 272176          |              |
| 06100086    |      | Datei hochladen | Ehemaliger Speicher                     | B reg. | G   | Stepackerstrasse 6 679124 / 272164      |              |
| 06100087    |      | Datei hochladen | Ehem. Hutfabrik «Ritz» Nordtrakt        | B reg. | G   | Fabrikstrasse 1a 679184 / 272200        |              |
| 06100087    |      | Datei hochladen | Ehem. Hutfabrik «Ritz» Südtrakt         | B reg. | G   | Fabrikstrasse 1 679171 / 272211         |              |
| 06100089    |      | Datei hochladen | Ehem. Hutfabrik «Ritz», Magazin         | B reg. | G   | Fabrikstrasse 1b 679187 / 272214        |              |
| 06100092    | ja   | Datei hochladen | Ehemaliges Weinbauernhaus               | B reg. | G   | Oelergasse 2 679231 / 272252            |              |
| 06100093    | ja   | Datei hochladen | Schulhaus                               | B reg. | G   | Bergstrasse 7 679092 / 272208           |              |
| 06100109    |      | Datei hochladen | Speicher                                | C      | G   | Hinterer Kirchweg 8 bei 679266 / 272327 |              |
| 06100142    |      | Datei hochladen | Bauernhaus Zum Meierhof                 | C      | G   | Hinterdorfstrasse 8 679124 / 272369     |              |
| 06100157    | ja   | Datei hochladen | Gemeindebibliothek                      | B reg. | G   | Dorfstrasse 45 679275 / 272193          |              |

Hinweise zur Legende in dieser Liste:
- Die KGS-Nummer entspricht der Inventarnummer im Verzeichnis der Objekte von überkommunaler Bedeutung des kantonalen Denkmalschutzamtes.
- Bei den Kategorien wird wie folgt unterschieden: B kant. = Objekt von kantonaler Bedeutung (Kanton Zürich); B reg. = Objekt von regionaler Bedeutung (Kanton Zürich)